# Ringuitbreiding
In de ringtheorie, een deelgebied van de wiskunde, is een ringuitbreiding of uitbreidingsring van een ring {\displaystyle S},  een ring {\displaystyle R} waarvan {\displaystyle S} een deelring is. Men noteert dit als {\displaystyle R/S}, uitgesproken als: {\displaystyle R} is een ringuitbreiding van {\displaystyle S}.
Gegeven een uitbreiding {\displaystyle R/S} van commutatieve ringen en een priemideaal {\displaystyle P} van {\displaystyle R}, volgt dat de doorsnede, zeg {\displaystyle U}, van {\displaystyle P} met {\displaystyle S} een priemideaal van {\displaystyle S} is. In dat geval zegt men dat {\displaystyle P} over {\displaystyle U} ligt. De situatie is gecompliceerder als {\displaystyle R} niet-commutatief is. 
Een lichaams-/velduitbreiding is een speciaal geval van een ringuitbreiding.